# Collemopsidium foveolatum
Collemopsidium foveolatum är en lavart som först beskrevs av A. L. Sm., och fick sitt nu gällande namn av F. Mohr. Collemopsidium foveolatum ingår i släktet Collemopsidium och familjen Xanthopyreniaceae.  Arten är reproducerande i Sverige. Inga underarter finns listade i Catalogue of Life.